# Municipalità di Kareli
La municipalità di Kareli (in georgiano ქარელის მუნიციპალიტეტი?) è una municipalità georgiana di Shida Kartli.
Nel censimento del 2002 la popolazione si attestava a 50 422 abitanti. Nel 2014 il numero risultava essere 41 316.
La cittadina di Kareli è il centro amministrativo della municipalità, la quale si estende su un'area di 687,9 km².
Alcune aree settentrionali della municipalità fanno parte dell'autoproclamata repubblica dell'Ossezia del Sud e per tale ragione sono sottratte al controllo del governo georgiano dal 1992.

## Popolazione
Dal censimento del 2014 la municipalità risultava costituita da:
- Georgiani, 93,63%
- Azeri, 2,72%
- Osseti, 2,25%
- Armeni, 0,75%
- Russi, 0,20%

## Monumenti e luoghi d'interesse
- Breti
- Dirbi
- Urbnisi
- Mdovreti
- Chiesa di Mokhisi
- Cattedrale di Ruisi
- Monastero di Kintsvisi
- Monastero di Samtsevri